# Ли Ган Сок
Ли Ган Сок (кор. 이강석; 28 февраля 1985, Ыйджонбу, Кёнгидо) — южнокорейский конькобежец, специализируется на спринтерских дистанциях. Бронзовый призёр Олимпийских игр 2006 года в гонке 500 метров, двукратный чемпион мира на этой дистанции.

## Карьера
Первую свою награду («бронзу» на 500 метрах) Ли Ган Сок выиграл на Универсиаде 2005 года в Инсбруке. Следующей в его коллекции стала уже «бронза» с Олимпийских игр 2006 года в Турине, завоёванная на той же дистанции. По итогам того олимпийского сезона кореец также выиграл зачёт Кубка мира в этой дисциплине.
В 2007 году Ли стал в Солт-Лейк-Сити чемпионом мира на 500-х метрах, при этом установив мировой рекорд (34,25 секунды), который был побит 9 ноября того же года канадцем Джереми Уотерспуном. В своей коронной дистанции Ли первенствовал также на Универсиаде и Азиатских играх того года.
В сезоне 2007/08 он выиграл Кубок мира на стометровой дистанции. В 2009 году в Ванкувере Ли вновь стал чемпионом мира на пятисотметровой дистанции, дважды первенствовал на Универсиаде в Харбине (дистанции 500 и 100 метров).
На чемпионате мира по спринтерскому многоборью 2010 года Ли выиграл серебряную медаль. На Олимпийские игры 2010 года в Ванкувере кореец ехал в ранге лидера Кубка мира на дистанции 500 метров, но стал в этой дисциплине лишь четвёртым.